# Karl Gerhard-hatten
Karl Gerhard-hatten är en författarutmärkelse inom Riksförbundet Lokalrevyer i Sverige. Priset går till författaren av det mest satiriska revynumret i Karl Gerhards anda, framfört under året. Priset är ett samarbete mellan Karl Gerhard-sällskapet och Lokalrevyer i Sverige.

## Tidigare mottagare av Karl Gerhard-hatten[1]
- 2011: Carl-Erik Sörensen (Engelholmsrevyn m fl)
- 2012: Göran Ljungkvist (Mölndalsrevyn)
- 2013: Staffan Bjerstedt (Växjörevyn m fl)
- 2014: Niklas Johansson (Katrineholmsrevyn)
- 2015: JB Olofsson (Karlskogarevyn Görsköj)
- 2016: Thomas Arnoldsson, Janni Trenkle, Jonas Eliasson (Nya Halmstadsrevyn Göörglad)
- 2017: Erik Lund, Yvonne Strömer (Teaterboven Falköping)
- 2018: Magnus Myllis (Strängnäsrevyn)
- 2019: Mats Eklund (Östersundsrevyn)